# Stéphane Arcas
Stéphane Arcas, né le 11 juillet 1970 à Nérac, est un plasticien, metteur en scène, scénographe et écrivain français.

## Aperçu biographique

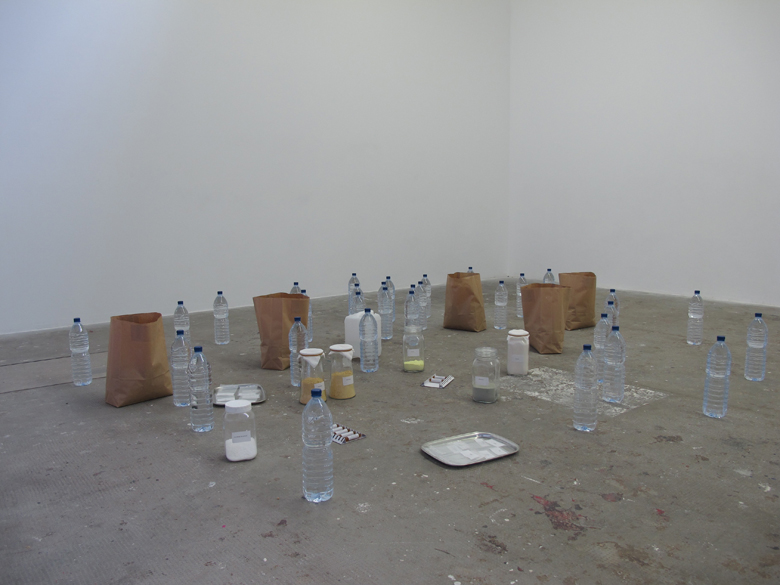
Installation body count

Originaire de Toulouse, Stéphane Arcas a suivi une formation plastique aux Beaux-Arts où il suit les cours de Jean-Pierre Gillard puis à Marseille où il rencontre le sculpteur Toni Grand et Brice Matthieussent. Ces rencontres l'inciteront à vivre sur la frontière ténue qui existe entre les lettres et le dessin. Il poursuit son travail plastique et expose tant dans l'institution que dans les lieux alternatifs, dont il est parfois à l'origine (les Ateliers RLBQ et Tohu-Bohu à Marseille dans les années 1990). Il réalise entre autres le Body Count, une installation présentant à même le sol toutes les composantes constituant un corps humain de 70 kg dans les proportions idoines.
Son œuvre, empreinte de référents culturels variés, mêle l'art classique à la culture punk. Il s'inscrit dans la mouvance iconoclaste multimédia propre à la génération X.
À partir du début des années 2000, Stéphane Arcas entre dans la famille du théâtre en participant à des projets en tant que vidéaste, scénographe, auteur, comédien et finalement metteur en scène. Dès ce moment-là, son travail revêt un aspect protéiforme qu'il ne quittera plus.
En 2005, il s'installe à Bruxelles, où il fonde la Compagnie Black Flag.
Il crée Bleu Bleu au Théâtre Océan Nord en collaboration avec le musicien Michel Cloup. Le spectacle a participé à l'édition 2015 du Festival Impatience et a été repris au Théâtre Varia en 2016 puis a été présenté sous forme d'exposition performative au Printemps de Septembre à Toulouse.
En octobre 2017 il crée Retour à Reims, sur fond rouge au Théâtre Varia d'après Retour à Reims de Didier Eribon.
Il est l'artiste invité de PointCulture pour la Saison 2020/21 pour qui il crée une grande partie des illustrations des deux numéros du Magazine (n°3 et 4) 
En 2023 il participe à la création du pavillon belge à la Quadriennale de scénographie de Prague avec l'équipe de l'ATPS (association des techniciens du spectacle).

## Arts plastiques
- Teen Age Riot  cinq expositions personnelles dans les PointCulture de Bruxelles ULB, Namur, Charleroi, Liège, Bruxelles Botanique.
- "Lapin Canard, exposition collective, Lieu Commun, Toulouse.
- Ill Communication" exposition personnelle au Centre Culturel jacques Franck, Bruxelles.
- Run Run Run, exposition collective à la Villa Arson, Nice
- Bleu Bleu, Lieu Commun Artist Run Space, Toulouse[1]
- Drawing Room, exposition collective Lieu Commun Artist Run Space, La Panacée, Montpellier
- Un nouveau départ en quelque sorte, exposition collective, La Station, Nice
- Ceci, exposition collective, Chapelle des Carmélites de Toulouse
- Exposition Galerie LiveInYourHead, Genève
- Exposition THE SURVIVAL GROUP, Galerie Ars Longa, Paris
- Exposition collective 77-07, Musée d'art contemporain de Marseille
- Exposition Buyselff, Ateliers d’artistes de la ville de Marseille
- Exposition collective, A La Plage, Toulouse
- Les enfants sont de droite (fondamentalement)[3], à La Plage, Toulouse
- Buyselff, Galerie Corentin Hamel, Paris
- Exposition Buyselff, Fonderie Darling, Montréal
- Sélection de vidéastes de Manuel Pomar, Les Abattoirs, musée d’art contemporain, Toulouse
- Le comité mélangeur, La Machine à coudre, Marseille
- Exposition Black out, VKS, Toulouse
- Exposition collective Buy-Self, à l’occasion de la sortie du troisième catalogue Buy-Self, Palais de Tokyo, Paris
- Exposition collective 'Buy-Self', à l’occasion de la sortie du troisième catalogue Buy-Self, La Faïencerie, Bordeaux
- Exposition personnelle, Ateliers Tohu Bohu, Marseille
- Installation Rua Club, dans le cadre de Porto 2001, Espaços interactivos, Capiatale Européenne de la culture Aicart, Porto (Portugal)
- Exposition collective intrigue et provocation, Musée d’Art contemporain de Kaunas (Lituanie)
- Exposition collective Marseille-Varsovie-Vilnius, Académie des Beaux-Arts de Varsovie (Pologne)
- Affiches d’artistes, l’E.N.A.C., Toulouse
- Interviso, Villa Valcampana de Pio Monti, Macerata (Italie)
- Sélection Vidéo, pavillon italien, Biennale de Venise (Italie)
- Tir Groupé, Ateliers Tohu-Bohu, Marseille
- Exposition collective, Ateliers A La Plage, Toulouse
- Carte Blanche à Vidéochroniques, Musée d’Arts Plastiques, St Fons
- Plus de 40 artistes, Ateliers A La Plage, Toulouse
- Exposition collective, Ateliers En Ville, Marseille
- Les 25 ans de la Galerie Athanor, Galerie Athanor, Marseille
- Talking Heads Installation vidéo, festival Méridiens, Aubagne
- Trouver un Titre Expo, le “22”, Toulouse
- 78, rue d’Alger, Marseille
- Prise de position, galerie Sud, Bagneux
- Sélection d’artistes, Ateliers Tohu-Bohu, Marseille
- les nouvelles de l’Art, Galerie Athanor, Marseille
- Echange de Bons Procédés, Ateliers Tohu-Bohu, Marseille

## Théâtre / Mises en scène

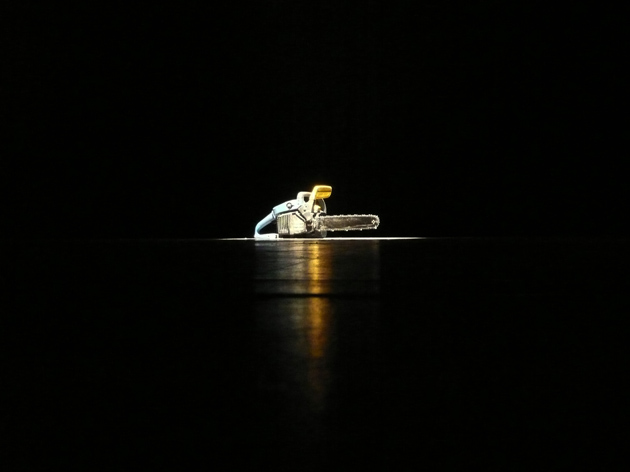
La Forêt

- Le Désert, Opéra de Chambre composé par Baudouin de Jaer
- Et je voulais ramper hors de ma peau, de Francine Landrain et Valentine Gérard, théâtre Océan Nord
- Le petit Chaperon Rouge de la rue Pigalle, Théâtre des Martyrs (Bruxelles), Théâtre de la Manufacture des Abbesses
- Plus tard, dans leur sommeil, d'autres images reviendront Installation Performance co-écrite, mise en espace et jouée par Stéphane Arcas et Michel Cloup  Juin 2021 au Delta (Namur), au PointCulture du Botanique (Bruxelles)et au PointCulture de Liège
- Ce qui Vit en Nous, opéra, Théâtre de la Balsamine, opéra de chambre compositeur Baudouin de jaer, direction Martijn Dendievel
- Fucking Waste of Time, avec Michel Cloup Maison Folie, Sur Mars, Mons
- Le Mamba Bleu, Centre culturel franco-guinéen, Conakry, république de Guinée.
- Retour à Reims, sur fond rouge, Théâtre Varia, Bruxelles, Maison de la culture, Tournai.
- Bleu bleu, Théâtre Varia, Bruxelles
- Fireworks )with me(, performance textuelle à le Halte, Liège.
- Une Autre Planète Ailleurs dans l'Espace, Théâtre Garonne (Toulouse) dans le cadre du Festival Actoral avec Mlle Kat et Michel Cloup.
- La performance qui n'avait pas de titre, la Halte, Liège.
- La Forêt, Opéra,Théâtre de la Balsamine, opéra de chambre compositeur Baudouin de jaer, direction Martijn Dendievel
- Bleu Bleu[4],[5], théâtre Océan Nord, Bruxelles et théâtre du Rond-Point dans le cadre de Piste d'Envol puis du Festival Impatience, Paris
- L'Argent[6],[7], Théâtre de la Balsamine[8] avec Marie Bos, Nicolas Luçon, Philippe Sangdor, Claude Schmitz
- SCUM Manifesto[9], dans le cadre du festival genèse à la Balsamine[10] avec Cécile Chèvre, Rodolphe Coster, Ugo Dehaes, Fabien Dehasseler, François De Jonge, Paulo Guerreiro, Mathieu Haessler, Julien Jaillot, Nicolas Luçon, Guylène Olivares, Antoine Pickels, Denis Laujol, Benoît Piret, Philippe Sangdor et Vincent Sornaga.
- La Forêt, vert presque vert[11],[12], Théâtre de la Balsamine (Bruxelles), Centre de création contemporaine Montevideo (Marseille), Salon de théâtre (Tourcoing), La Générale (Paris), Bains::Connective (Bruxelles)
- Le Désert, Rose micro perforé, Piano Fabriek (Bruxelles)
- Pas là, coécrit avec Arnaud Michniak (membre des groupes Diabologum et Programme) Nunatak (Bruxelles)
- Bleu-Bleu, TillyTilly et la Bellone (Bruxelles)
- Billy the Kid, écrit avec la participation d'Arnaud Calleja
- Mise en scène de La Ferme des animaux, d’après George Orwell, Marseille
- Participation à la performance Tout doit disparaître, de Laurent de Richemond, Marseille
- I, Me and Myself, projections vidéos, Montevidéo, Marseille
- Intervention sur la création Le Jardin des délices, de François-Michel Pesenti[13]
- Les Étranglés, performance co-mise en scène avec Mariusz Grygielewicz, dans le cadre de “Taxi-Théâtre”, Marseille

## Scénographie
- Urgence, Cie Adoc, Cité miroir, Liège et Maison de la Culture de Tournai
- La Guerre des Boutons, m.e.s Damien de Dobbeleer, Chateau de Rixensart
- les phoques ne sont pas des sirènes, m.e.s Damien de Dobbeleer, Centre Culturel de Verviers
- Et je voulais ramper hors de ma peau, de Francine Landrain et Valentine Gérard, théâtre Océan Nord
- Le Petit Chaperon Rouge de la rue Pigalle, Théâtre des Martyrs, Bruxelles
- Soissons dans l'Aisne de Riton Liebman m.e.s de Gabor Rassov au Théâtre de Poche, Bruxelles
- Crâne Patrick Declerck/Antoine Laubin Théâtre Varia, Bruxelles
- Quand les Oiseaux ne Chantent Plus, Sarah Sleiman/Thomas Depryck, Maison Folie, Mons
- Retour à Reims sur Fond Rouge, avec Claude Panier , Théâtre Varia et Maison de la Culture Tournai
- Dans l'Interstice de nos Actes, mes Vincent Sornaga, La Halte (liege)
- Il Ne Dansera Qu’Avec Elle, mes Antoine Laubin Théâtre Varia, Théâtre de Liège
- Le Porteur d’Eau, mes Denis Laujol/Lorent Wanson, Théâtre de Liège
- Chimèria, Le Lac (Bruxelles)
- Nevermore, mes Nicolas Luçon, Théâtre de la Balsamine (Bruxelles) Théâtre de Liège
- Démons me Turlupinant, mes Antoine Laubin, Le Rideau (bruxelles), centre Wallonie Bruxelles (Paris) Maison de la Culture (Tournai)
- Bleu Bleu, avec Marie Szersnowicz Théâtre Océan Nord (Bruxelles), Théâtre du Rond Point dans le cadre du Festival Impatience (Paris), Théâtre Varia (Bruxelles)
- La Fin des Haricots, mes Meryl Moens, manège de Mons
- L.E.A.R. mes Antoine Laubin, Théâtre Royal de Namur, Théâtre Varia, Manège de Mons, Théâtre de liège
- Le Fond des Mers, mes Guillemette Laurent, Théâtre Océan Nord (Bruxelles)
- L’Institut Benjamenta, mes Nicolas Luçon, Théâtre Océan Nord (Bruxelles) Théâtre de Liège, festival Premiers Actes (Wesserling)
- Peau d’Âne, mes Laurence Janner, Badaboum Théâtre (Marseille)
- Blanche Neige, mes Laurence Janner, creation video Badaboum Théâtre (Marseille)

## Prix et récompenses
- 2015 : prix de la critique pour la scénographie de Démons me turlupinant de Patrick Declerck mis en scène par Antoine Laubin.